# Liste der Einträge im National Register of Historic Places im Callaway County

Lage des Callaway County in Missouri

Die Liste der Einträge im National Register of Historic Places im Callaway County in Missouri führt die Bauwerke und historischen Stätten im Callaway County auf, die in das National Register of Historic Places aufgenommen wurden.

## Legende
| NRHP | Historic Place             |
| HD   | Historic District          |
| NHL  | National Historic Landmark |

## Aktuelle Einträge
| [ 3 ] | Name                                         | Bild                                         | Eintragsdatum        | Lage | Ort                 | Beschreibung                                                                                 |
| ----- | -------------------------------------------- | -------------------------------------------- | -------------------- | --- | ------------------- | -------------------------------------------------------------------------------------------- |
| 1     | M. Fred Bell Rental Cottage                  | M. Fred Bell Rental Cottage                  | 1997 ID-Nr. 97000627 | 302 East 5th Street 38° 50′ 49″ N, 91° 56′ 38″ W                                                         | Fulton              |                                                                                              |
| 2     | M. Fred Bell Speculative Cottage             | M. Fred Bell Speculative Cottage             | 1995 ID-Nr. 95000780 | 304 East 5th Street 38° 50′ 49″ N, 91° 56′ 37″ W                                                         | Fulton              |                                                                                              |
| 3     | Brandon-Bell-Collier House                   | Brandon-Bell-Collier House                   | 1998 ID-Nr. 98001545 | 207 West 9th Street 38° 51′ 17″ N, 91° 56′ 40″ W                                                         | Fulton              |                                                                                              |
| 4     | George Washington Carver School              | George Washington Carver School              | 1996 ID-Nr. 96001381 | 909 Westminister 38° 51′ 14″ N, 91° 57′ 12″ W                                                            | Fulton              |                                                                                              |
| 5     | Cote Sans Dessein Archeological Site         |                                              | 1971 ID-Nr. 71000462 | Adresse nicht veröffentlicht                                                                             | Tebbetts            |                                                                                              |
| 6     | Court Street Historic Residential District   | Court Street Historic Residential District   | 2007 ID-Nr. 07000817 | Court Street zwischen St. Louis Street und 10th Street 38° 51′ 11″ N, 91° 56′ 51″ W                      | Fulton              |                                                                                              |
| 7     | Downtown Fulton Historic District            | Downtown Fulton Historic District            | 2004 ID-Nr. 04000668 | Abgegrenzt durch 4th Street, Market Street, 7th Street und Jefferson Avenue 38° 50′ 55″ N, 91° 56′ 56″ W | Fulton              |                                                                                              |
| 8     | John Augustus Hockaday House                 | John Augustus Hockaday House                 | 1980 ID-Nr. 80002321 | 105 Hockaday Avenue 38° 50′ 31″ N, 91° 56′ 54″ W                                                         | Fulton              |                                                                                              |
| 9     | Mealy Mounds Archeological Site              |                                              | 1971 ID-Nr. 71000461 | Adresse nicht veröffentlicht                                                                             | Mokane              |                                                                                              |
| 10    | Pitcher Store                                | Pitcher Store                                | 2001 ID-Nr. 01000235 | 8513 Pitcher Road 38° 45′ 0″ N, 91° 57′ 58″ W                                                            | Fulton              |                                                                                              |
| 11    | Research Cave                                |                                              | 1966 ID-Nr. 66000415 | Adresse nicht veröffentlicht                                                                             | Portland            |                                                                                              |
| 12    | Richland Christian Church                    |                                              | 2001 ID-Nr. 01000122 | 5301 Callaway County Road 220 38° 55′ 52″ N, 91° 59′ 33″ W                                               | Kingdom City        |                                                                                              |
| 13    | Robnett-Payne House                          | Robnett-Payne House                          | 1998 ID-Nr. 98001136 | 223 East Fifth Street 38° 50′ 51″ N, 91° 56′ 40″ W                                                       | Fulton              |                                                                                              |
| 14    | Westminster College Gymnasium                | Westminster College Gymnasium                | 1968 ID-Nr. 68000030 | Westminster College campus 38° 50′ 46″ N, 91° 57′ 22″ W                                                  | Fulton              | Ort, an dem Winston Churchill 1946 von der Teilung Europas durch den Eisernen Vorhang sprach |
| 15    | Westminster College Historic District        | Westminster College Historic District        | 1982 ID-Nr. 82004633 | Abseits der Westminster Avenue 38° 50′ 53″ N, 91° 57′ 22″ W                                              | Fulton              |                                                                                              |
| 16    | White Cloud Presbyterian Church and Cemetery | White Cloud Presbyterian Church and Cemetery | 2010 ID-Nr. 10000817 | Kreuzung der Missouri Route F mit der County Road 232 38° 52′ 31″ N, 92° 4′ 18″ W                        | westlich von Fulton |                                                                                              |
| 17    | Dr. George M. Willing House                  | Dr. George M. Willing House                  | 1980 ID-Nr. 80002322 | 211 Jefferson Street 38° 50′ 44″ N, 91° 57′ 1″ W                                                         | Fulton              |                                                                                              |
| 18    | Winston Churchill Memorial                   | Winston Churchill Memorial                   | 1972 ID-Nr. 72000708 | 7th Street Ecke Westminster Avenue 38° 57′ 2″ N, 91° 56′ 47″ W                                           | Fulton              |                                                                                              |